# Thalasseus
Thalasseus – rodzaj ptaków z podrodziny rybitw (Sterninae) w rodzinie mewowatych (Laridae).

## Zasięg występowania
Rodzaj obejmuje gatunki występujące na całym świecie oprócz obszarów antarktycznych.

## Morfologia
Długość ciała 35–51 cm, rozpiętość skrzydeł 76–135 cm; masa ciała 185–500 g. 

## Systematyka

### Etymologia
- Thalasseus: gr. θαλασσευς thalasseus „rybak”, od θαλασσα thalassa, θαλασσης thalassēs „morze”[7].
- Actochelidon: gr. ακτη aktē, ακτης aktēs „wybrzeże”; χελιδων khelidōn, χελιδονος khelidonos „jaskółka”[8]. Gatunek typowy: Sterna cantiaca J.F. Gmelin, 1789 (= Sterna sandvicensis Latham, 1787).
- Pelecanopus: gr. πελεκαν pelekan, πελεκανος pelekanos „pelikan”; πους pous, ποδος podos „stopa”[9]. Gatunek typowy: Sterna pelecanoides P.P. King, 1827 (= Sterna bergii M.H.C. Lichtenstein, 1823).
- Thalassema: gr. θαλασσα thalassa, θαλασσης thallasēs „morze”; σευω seuō „polować”[10]. Gatunek typowy: Sterna bengalensis Lesson, 1831.

### Podział systematyczny
Do rodzaju należą następujące gatunki:
- Thalasseus bernsteini (Schlegel, 1863) – rybitwa chińska
- Thalasseus bergii (M.H.C. Lichtenstein, 1823) – rybitwa złotodzioba
- Thalasseus bengalensis (Lesson, 1831) – rybitwa bengalska
- Thalasseus albididorsalis (E. Hartert, 1921) – rybitwa jasnogrzbieta
- Thalasseus maximus (Boddaert, 1783) – rybitwa królewska
- Thalasseus elegans (Gambel, 1849) – rybitwa kalifornijska
- Thalasseus sandvicensis (Latham, 1787) – rybitwa czubata